# Staatsdomäne Apfelhof
Die Staatsdomäne Apfelhof (oder nur Apfelhof; früher auch Oberapfelbach) ist ein Gehöft auf der Gemarkung des Bad Mergentheimer Stadtteils Apfelbach im Main-Tauber-Kreis im Nordosten Baden-Württembergs.

## Geographie
Der Apfelhof steht auf einer Höhe von etwa 390 m ü. NHN etwas über einen Kilometer nordnordöstlich von Herbsthausen am linken Hang der Talmulde des Lochbachs, der danach in das große Waldgebiet zwischen Herbsthausen und dem über dreieinhalb Kilometer weit nordnordwestlich liegenden Dorf Apfelbach weiter abwärts im Tal eintritt. Das Anwesen mit nur einer Hausnummer und etlichen landwirtschaftlichen Nebengebäuden ist von einem Weichbild aus Obstbaumwiesen umgeben. Den gegenüberliegenden niedrigen Hang laufen zum ersten Mal im Apfelbachtal Steinriegel herab. Eine kurze Stichstraße von der K 2851 Herbsthausen–Apfelbach her erschließt den Hof.
Naturräumlich gesehen liegt der Ort im Unterraum Umpfer-Wachbach-Riedel des Tauberlandes, an das nahe im Süden die Mittleren Kocher-Jagst-Ebenen grenzen.

## Geschichte
Die Staatsdomäne Apfelhof hieß im 18. Jahrhundert noch Oberapfelbach.